# 제니퍼 랜던
제니퍼 랜던(Jennifer Landon, 1983년 8월 29일 ~ )은 미국의 배우이다. 말리부에서 태어났다.

## 출연 작품

### 영화
- L.A. D.J. (2004)
- Another Bullet Dodged (2011) - 단편
- 네 무덤에 침을 뱉어라 3 (2015)

### 텔레비전
- 애즈 더 월드 턴즈 (2005-10)
- 하우스 (2011)
- 밴시 (2016)
- 시카고 메드 (2017)
- 애니멀 킹덤 (2017-18, 2022)
- 오빌 (2019)
- 헬스트롬 (2020)
- 옐로우스톤 (2020-현재)
- FBI: 모스트 원티드 (2021-22)